# Нуртяк
Нуртя́к (тат. Казак Үртәме) — деревня в Атнинском районе Республики Татарстан, в составе Кубянского сельского поселения.

## Этимология
Топоним произошёл от названия этносоциальной группы «казак» и гидронима «Үртәм» (Уртемка).

## География
Село находится на реке Уртемка, в 13 км к северо-западу от районного центра — села Большая Атня.

## История
Основание деревни относят ко второй половине XVIII века.
В сословном плане, вплоть до 1860-х годов жители деревни относились к государственным крестьянам. Их основными занятиями в то время были земледелие, скотоводство.
В «Списке населенных мест по сведениям 1859 года», изданном в 1866 году, населённый пункт упомянут как казённая деревня Нуртяк (Казы-Уртем) 2-го стана Царёвококшайского уезда Казанской губернии. Располагалась при речке Уртеме, на просёлочной дороге, в 133 верстах от уездного города Царёвококшайска и в 12 верстах от становой квартиры в казённой деревне Уразлино (Казаклар). В деревне в 55 дворах жили 347 человек (172 мужчины и 175 женщин). Была мечеть.
По сведениям из первоисточников, в начале XX столетия в деревне действовала мечеть (с 1859 года).
С 1931 года в деревне работали коллективные сельскохозяйственные предприятия, с 2002 года — сельскохозяйственные предприятия в форме ООО.
Административно, до 1920 года деревня относилась к Царёвококшайскому уезду Казанской губернии, с 1920 года — к Арскому кантону, с 1930 года (с перерывом) — к Атнинскому (Тукаевскому) району Татарстана.

## Население
Динамика
По данным переписей, население деревни увеличивалось с 23 душ мужского пола в 1782 году до 480 человек в 1938 году. В последующие годы численность населения деревни уменьшалась и в 2015 году составила 97 человек.
Национальный состав
Согласно результатам переписи 2002 года, в национальной структуре населения села татары составляли 100% из 107 человек.

## Экономика
Жители работают преимущественно в ООО «Дусюм», ООО «Тукаевский», занимаются полеводством, молочным скотоводством.

## Инфраструктура
В деревне действуют начальная школа, клуб.

## Религия
Мечеть (с 1996 года).